# Enicospilus kiritshenkoi
Enicospilus kiritshenkoi är en stekelart som beskrevs av Shestakov 1926. Enicospilus kiritshenkoi ingår i släktet Enicospilus och familjen brokparasitsteklar. Inga underarter finns listade i Catalogue of Life.